# 비올라 비치
비올라 비치(영어: Viola Beach)는 2013년에 결성된 영국 잉글랜드의 인디 밴드였다. 2016년 2월 13일에 스웨덴 여행 도중 교통사고로 구성원 전원이 사망했다.

## 구성원
- Kris Leonard – 보컬, 기타 (2013–2016)
- Frankie Coulson – 기타 (2013–2015)
- Jonny Gibson – 베이스 (2013–2015)
- Jack Dakin – 드럼 (2013–2016)
- River Reeves – 기타 (2015–2016)
- Tomas Lowe – 베이스 (2015–2016)